# Акопян, Арам Ашотович
Ара́м Ашо́тович Акопя́н (арм. Արամ Աշոտի Հակոբյան; род. 1 апреля 2001, Ереван) — армянский шахматист, гроссмейстер (2018). Участник турнира Uzchess Cup 2025 в группе «Challengers».

## Карьера
Акопян начал играть в шахматы в 6 лет. В детстве посещал Дом шахмат имени Тиграна Петросяна, 5 раз становился чемпионом Армении в своей возрастной группе.
В 2013 году Акопян стал чемпионом мира среди юношей до 12 лет, ни проиграв ни одной партии. Его тренерами были Ашот Анастасян и Арарат Сантриян. В 2016 году в составе юношеской сборной Армении стал бронзовым призёром Олимпиады.
В феврале 2017 года Акопян участвовал в Кубке «Mayors Cup Yerevan». Дошёл до финала, в котором проиграл Завену Андриасяну. 
В 2018 году разделил 3-4 места с Лукашем Ярмулой на Мемориале Андраника Маргаряна. В мае выиграл турнир «Юные звёзды мира» в Киришах. Принял участие в турнире «Аэрофлот Опен 2018» (21-е место), в 2019 году также принял участие, заняв 19-е место. Также участвовал в турнире GRENKE Chess Open 2019 (7-е место)
В 2019 году стал бронзовым призером чемпионата мира среди юниоров. С этого же года живёт в Сент-Луисе, получает высшее образование в Вебстерском университете и представляет его на командных турнирах. В начале учёбы сыграл в очередном юношеском чемпионате мира и занял 3-е место.
В 2022—2023 годах играл в сильных турнирах по швейцарской и круговой системе: Sharjah Masters, Abu Dhabi Masters, Дубай Опен, St Louis Fall Chess Classic (2022, 2023), SPICE Cup Open (2022, 1-3 места с Абхиманью Мишрой и Эвондером Лянем; 2023)
28 сентября 2023 года выиграл Титульный вторник вместе с Сергеем Дрыгаловым.
В 2024 году выиграл онлайн-турнир Abu Dhabi Chess Festival (1-4 места с Хикару Накамурой, Денисом Лазавиком и с Маттиасом Блюбаумом) и опн-турнир в Павлодаре. Занял 15-е место на личном чемпионате Европы и 6-е на турнире Saint Louis Masters. Участник Аэрофлот Опен 2025 (14-е место).